# Dionizy Bielanski
Dionizy Bielanski (1. dubna 1939 Staweczki – 16. července 1975 mezi obcemi Kúty a Čáry) byl polský pilot, který byl v roce 1975 sestřelen při pokusu přeletět na západ v práškovacím letadle Antonov An-2.

## Život
Narodil se v roce 1939 v Staweczki ve Volyňské oblasti. Nedlouho poté se ale rodina přesunula do Sklenářské poruby v jihozápadním Polsku. Po absolvování střední školy studoval na vojenské škole v Dęblině. V roce 1963 byl pilotem kluzáků v aeroklubu obce Cieplice Śląskie-Zdrój, od roku 1968 pilotoval i letadla s motory a úspěšně složil zkoušky na leteckého instruktora. Poté jako instruktor působil v Opolí. Byl ženatý, se svou ženou měl dvě dcery. Podle spisu z března 1971 dlouhodobě zastával Bielanski protikomunistické postoje.
Służba Bezpieczeństwa, obdoba československé Státní bezpečnosti, se jej poté pokusila získat ke spolupráci. To se jí ovšem nepodařilo a Bielanského začali její příslušníci sledovat. Později tak byl na základě smyšlených obvinění propuštěn ze svého zaměstnání. Od května 1972 se tak snažil získat práci. Od roku 1975 pracoval ve firmě Agrolet ve Vratislavi, přičemž šlo o společnost zabývající se využití letectví v zemědělství. Nadále však byl sledován agenty SB a provokován, a v tomtéž roce se tak rozhodl definitivně uprchnout ze země. Za svou leteckou kariéru absolvoval téměř osm tisíc letů a v letadlech strávil na 2 tisíce hodin.

## Pokus o útěk ze země
Dne 16. července 1975 se Bielanski rozhodl komunistické Polsko definitivně opustit. V rámci svého zaměstnání měl přístup k práškovacímu letadlu Antonov An-2, který byl modifikován k zemědělským účelům. Letounem letěl již dříve téhož měsíce při práškování pole poblíž Krakova a dohromady v něm strávil asi 330 hodin. Do stroje nastoupil a pod záminkou práškování polí v něm odletěl z letiště. S sebou převážel kromě potravin, ošacení či fotografie své rodiny také průkazy o svém leteckém výcviku v Polsku. Během letu se držel ve výšce pouhých asi 40 metrů tak, aby nebyl identifikován radary. Po průletu do Československa byl ale zpozorován členem Svazarmu u Žiliny. Letadlo bylo posléze vyzváno k přistání v Piešťanech a pronásledováno jinými letouny. Vzhledem k tomu, že na výzvy k přistání nereagoval a s letadly nekomunikoval, byl poté u obce Kúty, tedy asi osm kilometrů od hranic s Rakouskem, krátce před čtvrtou hodinou odpoledne sestřelen československým pilotem letounu L-29 na přímý příkaz polského Ministerstva obrany, a to s plným vědomím ministra obrany Wojciecha Jaruzelského. Bielanski po sestřelení na místě zemřel.

### Vyšetřování a závěr
Vyšetřování celého případu bylo před veřejností československými úřady utajeno a celý incident byl záměrně označen jako nehoda. Po sametové revoluci byl případ vyšetřován, řada jeho aktérů již ale byla po smrti. Zajímavostí je, že letoun byl sestřelen i přesto, že se jednalo o stroj spřáteleného státu, jehož sestřelení bylo smluvně zakázáno.
Bielanski byl po převezení jeho ostatků do Polska pohřben na hřbitově v Opolí. Za čin nebyl nikdy nikdo odsouzen.